# Paul Jean Gouailhardou
Paul Jean Gouailhardou (parfois orthographié par erreur Gouillardou) ou Jacques (son nom de résistance), né le 15 mars 1911  à La Garenne-Colombes et mort exécuté par l'occupant allemand, le 13 juin 1944  à Villeneuve dans l'Ain, est un militaire et résistant français.

## Biographie
Il est le fils de Pierre Gouailhardou (employé aux chemins de fer) et de Paulette Rebrasser, Jean Gouailhardou est adopté par la nation en mars 1929. Avant la Seconde Guerre mondiale, il travaille en Égypte dans le commerce. Il se marie en février 1933 avec Raymonde Henrequelle avec qui il a trois enfants.
En 1939 il est mobilisé. Il tente après l'armistice d'entrer en contact avec Charles de Gaulle. Il organise depuis Caluire-et-Cuire un certain nombre d'actions de résistance.
En 1942, il est officiellement sous-officier au camp de Sathonay,. A contre-cœur, il se voit dans l'obligation de livrer aux militaires allemands les armes qui s'y trouvent. Il travaille ensuite au service du rapatriement des prisonniers malades, ce qui lui permettra d'obtenir de faux-papiers pour les résistants,.
Il devient chef du secteur IV de l'Armée secrète (maquis du camp  Didier),. Il appartient également au réseau de renseignement Jove, à partir de janvier 1943.
Arrêté en janvier 1944, il est détenu à la prison Montluc, où il est torturé ; il est fusillé le 13 juin à Villeneuve (Ain) parmi 19 autres résistants, dont un seul rescapé, Jacques Thoinet.

## Hommages
- Une place de Caluire-et-Cuire (anciennement la place Castellane), située devant la maison du docteur Dugoujon où fut arrêté Jean Moulin, porte aujourd'hui son nom.
- Un monument à Villeneuve commémore la fusillade du 13 juin 1944.
- Il est homologué à titre posthume capitaine FFI en juin 1947[4].
- La médaille de la Résistance française lui a été attribuée à titre posthume par décret du 24 avril 1946[9].

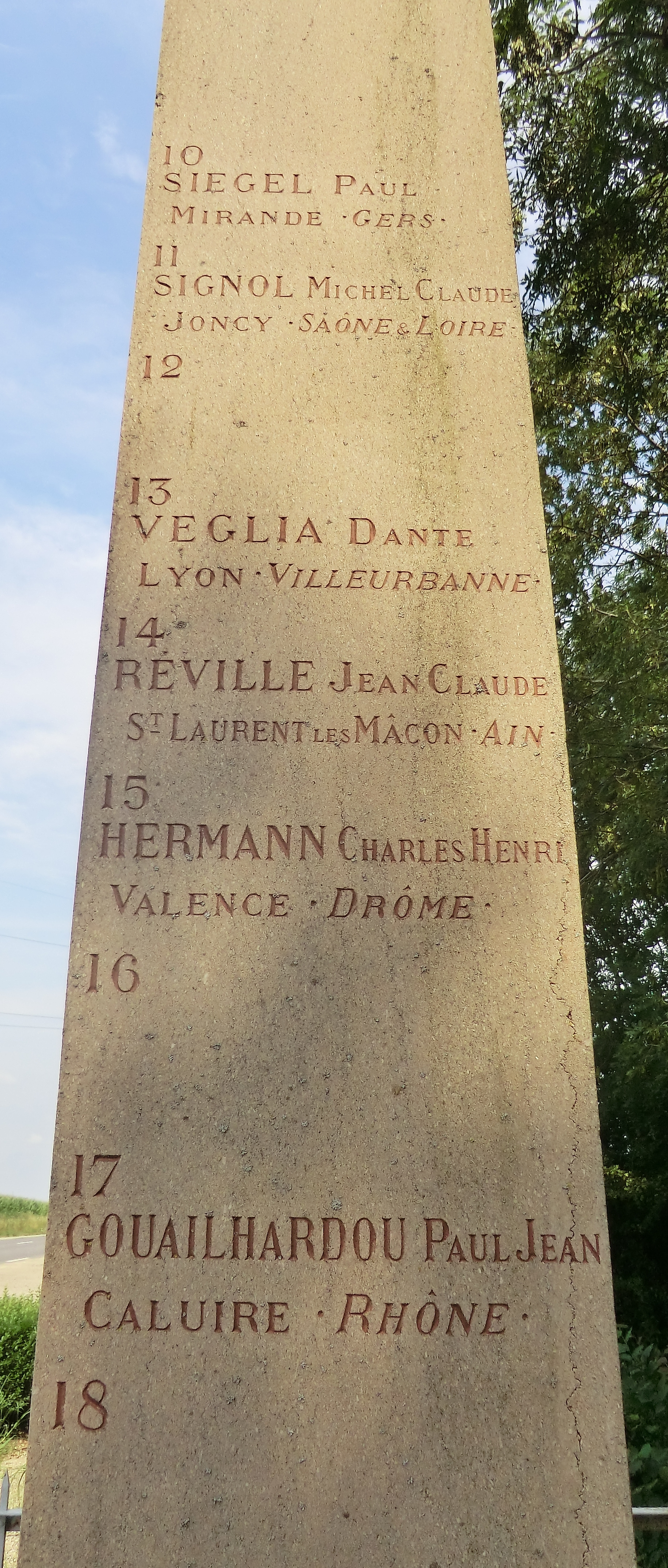
Gros plan sur le monument des dix-neuf fusillés érigé sur le lieu de son exécution à Villeneuve.
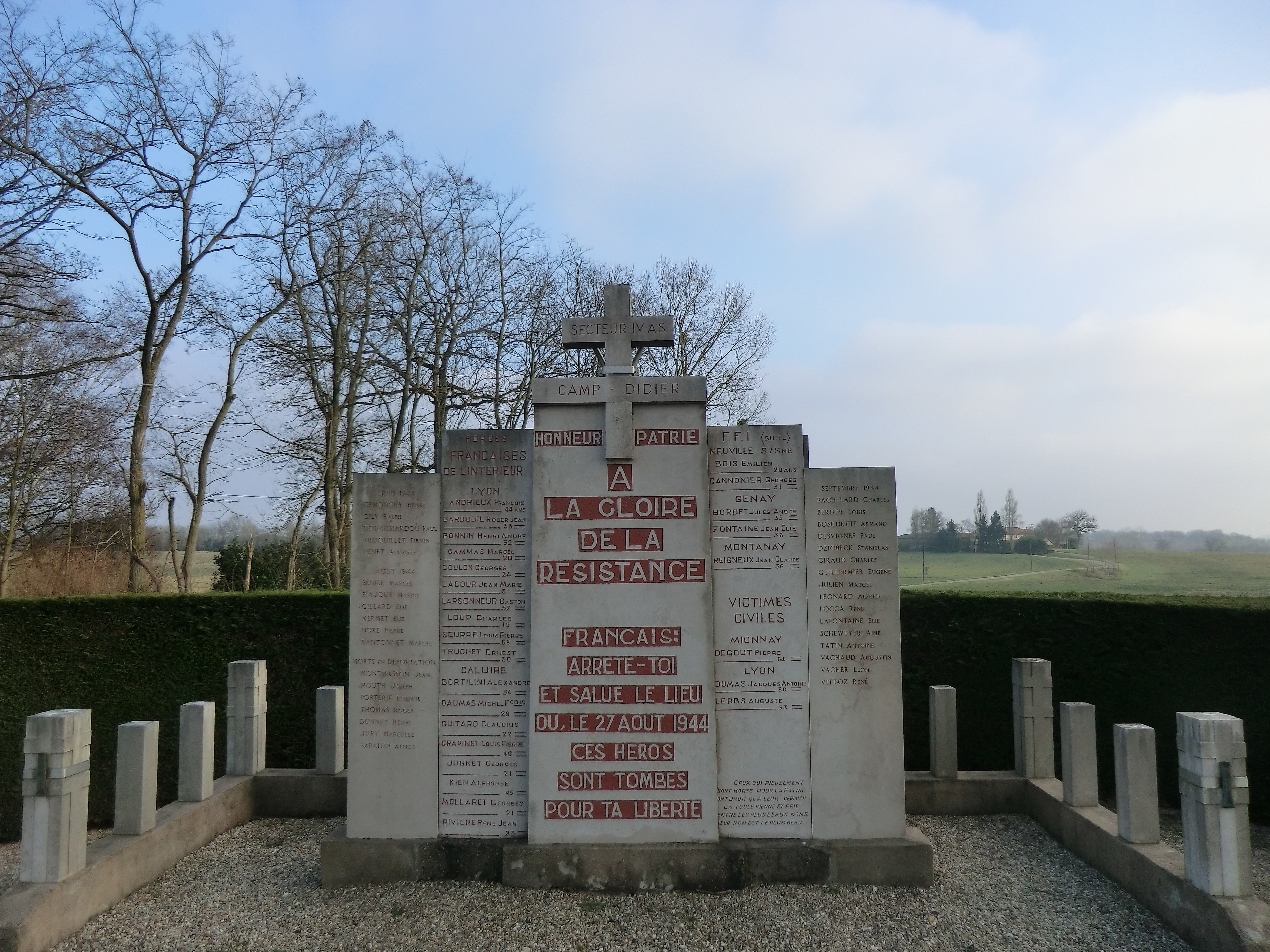
Monument du Camp Didier entre Mionnay et Saint-André-de-Corcy, sur lequel apparaît son nom.
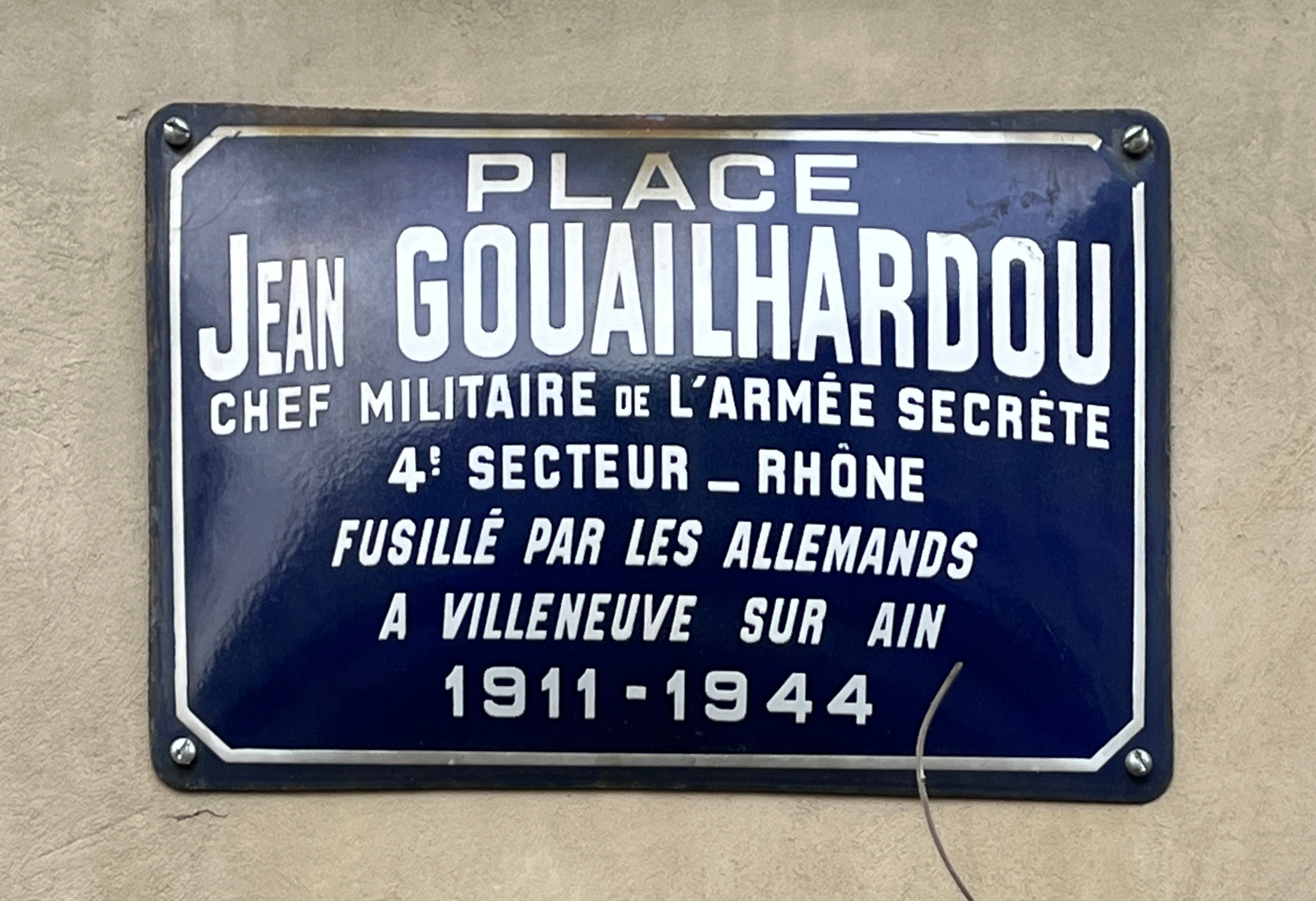
Place Jean Gouailhardou à Caluire-et-Cuire. C'est ici, dans la maison du Docteur Dugoujon, que Jean Moulin sera arrêté.